# Neptis fischeri
Neptis fischeri är en fjärilsart som beskrevs av Hans Rebel. Neptis fischeri ingår i släktet Neptis och familjen praktfjärilar. Inga underarter finns listade i Catalogue of Life.